# Celeste Correia
Maria Celeste Lopes da Silva Correia (São Vicente, Cabo Verde, 8 de outubro de 1948) é uma professora e política portuguesa. Foi deputada à Assembleia da República pelo Partido Socialista.

## Biografia
Tem ascendência cabo-verdiana. Licenciou-se em Filologia Românica e completou a parte curricular dos mestrados em Relações Interculturais, na Universidade Aberta, e em Linguística Portuguesa Descritiva, na Faculdade de Letras da Universidade de Lisboa. Foi professora de Português no ensino secundário.
Foi deputada na Assembleia da República em sete legislaturas diferentes: ininterruptamente entre 1995 e 2011 e, novamente, de 2014 a 2015.
Foi, brevemente, vereadora da Câmara Municipal de Lisboa, pelo PS, entre fevereiro e outubro de 2021, na sequência da renúncia ao mandato do vereador Carlos Manuel Castro, após ter sido vacinado indevidamente contra a Covid-19. Assumiu os pelouros da Comunicação e da Casa dos Animais